# Rocky
Rocky là một bộ phim chính kịch thể thao Mỹ năm 1976 của đạo diễn John G. Avildsen, được viết và đóng bởi Sylvester Stallone. Nó kể về một giấc mơ Mỹ từ nghèo khó đến giàu có với câu chuyện của Rocky Balboa, một võ sĩ quyền Anh người Mỹ gốc Ý thất học, tốt bụng thuộc tầng lớp lao động, làm việc như một người đòi nợ cho một người cho vay nặng lãi trong khu ổ chuột của Philadelphia. Rocky, một võ sĩ câu lạc bộ thời gian ngắn, có cơ hội tham gia vào giải vô địch hạng nặng thế giới. Bộ phim cũng có sự tham gia của Talia Shire trong vai Adrian, Burt Young trong vai anh trai của Paul là Paulie, Burgess Meredith trong vai huấn luyện viên Mickey Goldmill và Carl Weathers trong vai nhà đương kim vô địch, Apollo Creed.
Bộ phim, được thực hiện với kinh phí chỉ hơn 1 triệu đô la, là một tác phẩm sleeper hit; đã kiếm được 225 triệu đô la doanh thu phòng vé toàn cầu, trở thành bộ phim có doanh thu cao nhất năm 1976. Bộ phim đã được giới phê bình đánh giá cao và củng cố sự nghiệp của Stallone cũng như bắt đầu sự nổi lên của anh như một ngôi sao điện ảnh lớn. Trong số các giải thưởng khác, nó đã nhận được mười đề cử giải Oscar, giành ba giải, trong đó có Phim hay nhất. Năm 2006, bộ phim đã được Thư viện Quốc hội Hoa Kỳ chọn để lưu giữ trong Cơ quan Đăng ký Phim Quốc gia Hoa Kỳ vì "có ý nghĩa về mặt văn hóa, lịch sử hoặc thẩm mỹ". Rocky được coi là một trong những bộ phim thể thao vĩ đại nhất từng được thực hiện và được Viện phim Mỹ năm 2008 xếp hạng là phim hay thứ hai trong thể loại này, sau Raging Bull.
Bộ phim đã sinh ra bảy phần tiếp theo: Rocky II (1979), Rocky III (1982), Rocky IV (1985), Rocky V (1990), Rocky Balboa (2006), Creed (2015), và Creed II (2018). Stallone đóng vai Rocky trong tất cả tám bộ phim, đã viết kịch bản bảy trong số tám bộ phim, và đạo diễn bốn trong số sáu phim.